# Кајл Едмунд
Кајл Стивен Едмунд (енгл. Kyle Edmund; Јоханезбург, 8. јануар 1995) је британски тенисер. Једно време је био у топ 20 тенисера света на АТП ранг листи.
Едмунд је 2018. године стигао до полуфинала на Аустралијан опену. Тиме је постао тек шести британски тенисер који је стигао до полуфинала у Опен ери. Једини турнир освојио је у Антверпену 2018. године. Дебитовао је у Дејвис купу 2015. године, против Белгије, са Великом Британијом је освојио тај турнир после 79 година.
Освојио је два јуниорска турнира у дублу, на Отвореном првенству у САД-у 2012. и Ролан Гаросу 2013. године заједно са својим партнером Фредериком Силвом.

## Биографија
Едмунд је рођен у Јоханезбургу, у Јужноафричкој Републици. Његов отац Стивен, рођен је у Велсу али се преселио у Јужноафричку Републику. Његова мајка Дениса је из Јужне Африке. Преселио се у Британију када му је било три године у мали град Тиктон, поред Беверлија. Таленат за тенис је показао када је имао 10. година. Своју професионалну каријеру је започео 2011. године.

## АТП финала

### Појединачно: 3 (2:1)
| Легенда                        |
| ------------------------------ |
| Гренд слем турнири (0:0)       |
| Завршно првенство сезоне (0:0) |
| АТП мастерс 1000 (0:0)         |
| АТП 500 (0:0)                  |
| АТП 250 (2:1)                  |

| Финала по подлози |
| ----------------- |
| Тврда (2:0)       |
| Шљака (0:1)       |
| Трава (0:0)       |

| Финала по локацији |
| ------------------ |
| Отворено (0:1)     |
| Дворана (2:0)      |

| Исход     | Бр. | Датум             | Турнир             | Подлога   | Противник     | Резултат                |
| --------- | --- | ----------------- | ------------------ | --------- | ------------- | ----------------------- |
| Финалиста | 1.  | 15. април 2018.   | Маракеш, Мароко    | Шљака     | Пабло Андухар | 2:6, 2:6                |
| Победник  | 1.  | 21. октобар 2018. | Антверпен, Белгија | Тврда (д) | Гаел Монфис   | 3:6, 7:6(7:2), 7:6(7:4) |
| Победник  | 2.  | 16. фебруар 2020. | Њујорк, САД        | Тврда (д) | Андреас Сепи  | 7:5, 6:1                |

### Парови: 1 (1:0)
| Легенда                        |
| ------------------------------ |
| Гренд слем турнири (0:0)       |
| Завршно првенство сезоне (0:0) |
| АТП мастерс 1000 (0:0)         |
| АТП 500 (0:0)                  |
| АТП 250 (1:0)                  |

| Финала по подлози |
| ----------------- |
| Тврда (0:0)       |
| Шљака (1:0)       |
| Трава (0:0)       |

| Финала по локацији |
| ------------------ |
| Отворено (1:0)     |
| Дворана (0:0)      |

| Исход    | Бр. | Датум        | Турнир            | Подлога | Партнер      | Противници                | Резултат |
| -------- | --- | ------------ | ----------------- | ------- | ------------ | ------------------------- | -------- |
| Победник | 1.  | 6. мај 2018. | Есторил, Португал | Шљака   | Камерон Нори | Весли Колхоф Артјом Ситак | 6:4, 6:2 |

## Остала финала

### Тимска такмичења: 1 (1:0)
| Исход    | Бр. | Датум                 | Турнир                    | Подлога   | Партнери                        | Противници                                            | Резултат | Извор  |
| -------- | --- | --------------------- | ------------------------- | --------- | ------------------------------- | ----------------------------------------------------- | -------- | ------ |
| Победник | 1.  | 27–29. новембар 2015. | Дејвис куп, Гент, Белгија | Шљака (д) | Енди Мари Џејмс Ворд Џејми Мари | Давид Гофен Стив Дарси Рубен Бемелманс Кимер Копејанс | 3:1      | [ 14 ] |